# 廟產興學
廟產興學主要是指清末至民國前期，由於中西文化的衝擊，多方感覺教育的迫切需要，清末政府間接引起，地方政府主導的風潮。主要的行為有包括將道佛寺廟或孔廟拆除改建成學堂，或廟方與士紳合辦學堂。

## 發起
清鴉片戰爭後，許多知識份子皆提出教育或政治改革來達成富國強兵的目的，自強運動因應而生。然甲午戰爭的失敗證明自強運動的不完善，知識份子因此轉向更激烈的改革，如積極效法日本明治維新的中國維新黨人士，如譚嗣同（1865-1898）主張「衝決網羅」、康有為（1858-1927）主張「破除九界」，欲廢除自古以來的名（禮）教束縛，返璞歸真回到太古生活，使得一些保守派的衛道人士反射性的對維新主張展開反擊，兩方爭執不下，因此需要一位在政治上有力但中立傾向溫和的人來作調停，因此目光轉向張之洞。
張之洞官拜湖廣總督，曾任翰林院庶吉士，與清宮庭關係良好，對西學亦有認識，思想溫和，馬上被人視為調和這場衝突的適當人選。張之洞因此綜合兩方意見，作出了《勤學篇》來平息紛爭，然卻有心無心種下了廟產興學的種子。
《勤學篇》的本意是教育改革，然其破壞力量卻是張始料未及，不但斷絕書院老儒的生路，同時也為近代佛道二教帶來長期的困擾，然深具諷刺的是，這些影響深遠的後果，竟是出自張之洞本人無心的建議。
「勸學篇」主要是由「內篇」、「外篇」二部份構成，引起宗教界重大衝擊的廟產興學主張，即出自外篇設學第三

或曰：天下之學堂以萬教，國家安能如此之財力以給之。

曰：先以書院改為之。學堂所習，皆在詔書科目之內，是書院即學堂也，安用駢枝為。

或曰：府縣書院經費甚薄，屋宇其狹，小縣尤陋，甚者無之，豈足以養師生，購書器。

曰：一縣可以善堂之地賽會演戲之款改為之。一族可以祠堂之費改為之。然數亦有限，奈何！

曰：可以佛道寺觀改為之。今天下寺觀何止數萬，都會百餘區，大縣數十，小縣十餘，皆有田產，其物皆由布施而來，若改作學堂，則屋宇田產悉具，此亦權宜而簡易之策也。

方今西教日熾，二氏日微，其勢不能久存，

佛教已際末法中半之運，道家亦有其鬼不神之憂。若得儒風振起，中華義安，則二氏亦蒙其保護矣。

大率每一縣之寺觀什取之七以改學堂，留什之三以處僧道，

其改學堂之田產，學堂用其七，僧道仍食其三。

計其田產所值，奏明朝廷旌獎僧道，不願獎者，移獎其親族以官職，如此則萬學可一朝而起也。

以此為基，然後勸紳富捐貲以增廣之。

昔北魏太武太平真君七年（ 446 ）、唐高祖武德九年（ 626 ），武宗會昌五年（ 845 ）皆嘗廢天下僧寺矣，

然前代意在稅其丁，廢其法或抑釋上以老，私也。

今為本縣育才，又有旌獎，公也。

若各省薦紳先生，以興起其鄉學堂為急者，當體察本縣寺觀情形，聯明上請於朝詔旨，宜無不允也

張之洞，勸學篇，外篇設學第三，收入張文襄公全集二○三，（台北，文海出版社，民國六十年），頁819。

此後幾年間，全国寺、觀由七百餘萬家劇減至萬余家，寺觀財産均被沒收，但大部份都沒用于辦学。此政策在進入民国仍未停止，反之又再來一次而且深入精舍小廟，但儒学與清帝同歸於盡，全部書院關閉，而佛道二教亦沒落主大量僧道流离失所。